# Cologania
Genre
Cologania est un genre de plantes à fleurs dicotylédones de la famille des Fabaceae, sous-famille des Faboideae, originaire d'Amérique, qui comprend une douzaine d'espèces acceptées.

## Étymologie
Le nom générique, « Cologania », serait un hommage à la famille Cólogan de Port Orotavo à  Ténériffe, pour la grande hospitalité qu'elle accordait  aux scientifiques de passage dans l'île.

## Liste d'espèces
Selon The Plant List (16 novembre 2018) :
- Cologania angustifolia Kunth
- Cologania biloba (Lindl.) G.Nicholson
- Cologania broussonetii (Balb.) DC.
- Cologania capitata Rose
- Cologania cordata McVaugh
- Cologania hintoniorum B.L.Turner
- Cologania hirta (M.Martens & Galeotti) Rose
- Cologania obovata Schltdl.
- Cologania pallida Rose
- Cologania parviflora V.M. Badillo
- Cologania procumbens Kunth
- Cologania racemosa (Robinson) Rose